# Francisco Faus
Pe. Francisco Faus (Barcelona, 15 de outubro de 1931 – São Paulo, 28 de abril de 2025) foi um sacerdote católico do Opus Dei. Era também poeta, escritor e renomado pregador católico. Natural da Espanha, desde 1961 residiu e trabalhou em São Paulo até seu falecimento aos 93 anos.
Ficou especialmente conhecido pela sua prolífica coleção de meio centenar de livros de espiritualidade cristã, pelo seu dom na arte do acompanhamento espiritual de pessoas de todas as idades e condições sociais, e pela sua longa experiência na pregação de retiros espirituais na capital paulista. Nos últimos anos de vida organizou também pregações através dos meios digitais.
Seu nome no original em catalão era Francesc Faus i Pascuchi.

## Biografia

### Juventude e sacerdócio
Francesc Faus i Pascuchi nasceu em Barcelona, Espanha, em 15 de outubro de 1931, filho de Ramón Faus Esteve (Decano do Colégio Notarial de Barcelona e Assessor jurídico da Generalitat de Catalunya) e de Hermínia Pascuchi. Licenciou-se em Direito pela Universidade de Barcelona.
De outubro de 1953 até junho de 1955 conviveu em Roma com São Josemaria Escrivá de Balaguer, fundador do Opus Dei. Essa convivência com São Josemaria ficou profundamente marcada na sua vida e na sua pregação pastoral posterior, que foi sempre caracterizada por um profundo amor ao Evangelho e aos ensinamentos da Igreja, como tinha aprendido do santo.
Recebeu sua formação ao presbiterado no Colégio Romano da Santa Cruz, e em 1955 foi ordenado sacerdote. Doutorou-se em Direito Canônico pela Universidade de São Tomás de Aquino (Angelicum) de Roma.  

### Vida no Brasil
Em 1961, o Pe. Francisco Faus transferiu-se para o Brasil, para ajudar Mons. Xavier Ayala e outros membros do Opus Dei nos inícios das atividades apostólicas no país. Desde então residiu e trabalhou incansavelmente na atenção pastoral de jovens e adultos, e na formação de leigos e clérigos na cidade de São Paulo. De 22 de maio a 7 de junho de 1974, recebeu e acompanhou São Josemaria em sua viagem ao Brasil. As memórias desses dias foram mais tarde publicadas por Faus em um livro (São Josemaria Escrivá no Brasil, Editora Quadrante).
Em toda sua pregação e atividade literária citava constantemente São Josemaria e o espírito do Opus Dei de viver a fé no dia a dia e de difundir o amor de Cristo no mundo. As pessoas que receberam dele acompanhamento espiritual coincidem ao dar testemunho da sua extrema delicadeza à liberdade pessoal e o seu intenso amor a Cristo. Outras características da sua pregação e dos seus livros são: saber conjugar a simplicidade das palavras e a profundidade de conteúdo, a naturalidade que propunha para viver a fé, e a serenidade da qual um cristão pode desfrutar quando vive como filho de Deus no mundo. Durante as mais de seis décadas de vida no Brasil residiu em São Paulo, e até os últimos meses de vida continuou seu trabalho pastoral de atender pessoas que o buscavam para receber seus conselhos e auxílios na direção espiritual.
Aos 93 anos de idade, o Padre Francisco Faus faleceu no Hospital Oswaldo Cruz (São Paulo) por insuficiência respiratória decorrente de um câncer de pulmão (adenocarcinoma), na madrugada do dia 28 de abril de 2025, um dia após a festa de Nossa Senhora de Montserrat, padroeira da Catalunha, sua terra natal. Está enterrado no cemitério do Santíssimo Sacramento, no bairro do Sumaré (São Paulo).

## Legado
Com a notícia do seu falecimento, inúmeras personalidades políticas, eclesiásticas, bem como fiéis de todo o país prestaram sua homenagem ao Padre Faus. No dia seguinte ao seu falecimento, os vereadores da Câmara Municipal de Mogi das Cruzes (SP) aprovaram a Moção n.º 69/2015, com "Votos de Profundo Pesar" pelo falecimento do Pe. Francisco Faus. A homenagem póstuma é uma iniciativa do vereador John Ross. Moções similares foram apresentadas em outros municípios paulistas: 
- pelo vereador André Rebello na Câmara Municipal de São Carlos (Processo n.º 2394/25, Moção n.º 122)[16]
- pelo vereador Jorge Araújo na Câmara Municipal de São Bernardo do Campo (Requerimento n.° 141/2025)[17]
- pelo vereador Gabriel Ferrari Rebello, na Câmara Municipal de Itirapina (Moção n.º 013/2025)[18]

## Atividade literária
Entre 1950 e 1951, sendo ainda estudante da Faculdade de Direito em Barcelona, publicou poemas em língua catalã na "Antologia poètica Universitària". Foi um dos fundadores e diretores da revista universitária de Direito "Fòrum", publicação clandestina da época em que a ditadura franquista proibia qualquer tipo de revista em língua catalã. Após o fechamento da revista, Francisco Faus foi preso pela Brigada Social (polícia política) e mantido incomunicado em cela solitária por vários dias, sem nenhuma justificação nem garantia jurídica.
Um primeiro livro de poesias, intitulado "Intentar una alba", obteve em 1953 o terceiro lugar no concurso para o prêmio de poesia "Óssa Menor", o mais relevante das letras catalãs. em 1958, foi finalista no mesmo prêmio com o livro de poemas "El Viatge", que foi publicado pela Editora Óssa Menor em 1960.
Em 1993, foi eleito pela União Brasileira de Escritores uma das "personalidades culturais" do ano". Publicou artigos sobre literatura brasileira (o Modernismo, Guimarães Rosa, Jorge de Lima) nas revistas "La Table Ronde" de Paris e "Rumo" de Lisboa. 
Em São Paulo, a Editora Giordano publicou em 1995 um novo livro de poemas, "La Roda i el Vent", em edição trilingue: original catalão, tradução portuguesa de Stella Leonardos e tradução francesa de Patrick Gifreu.
Sua principal atividade literária, no entanto, foram as dezenas de obras sobre a vida cristã, editados principalmente pela Editora Quadrante e Editora Cultor de Livros. O Pe. Faus foi também autor de várias novenas a santos e de devoção popular.

## Principais publicações

### Sobre virtudes e a vida cristã
- A arte de decidir bem: A virtude da prudência. ISBN 978-8574657349 (São Paulo, Editora Quadrante, 2024, 3ª ed.)
- A batalha de Lepanto e a nossa: O que fazer perante a crise de valores?. ISBN 978-6599065606 (São Paulo, Editora Quadrante, 2020, 1ª ed.)
- A conquista das virtudes. ISBN 978-8562219511(São Paulo, Editora Cultor de Livros, 2014, 1ª ed.)
- A força do exemplo. ISBN 978-8574655055 (São Paulo, Editora Quadrante, 2023, 3ª ed.)
- A Inveja. ISBN 978-8574655062 (São Paulo, Editora Quadrante, 2023, 3ª ed.)
- A Língua. ISBN 978-8574655109 (São Paulo, Editora Quadrante, 2023, 4ª ed.)
- A Paciência. ISBN  978-8574655185 (São Paulo, Editora Quadrante, 2023, 4ª ed.)
- A Paz na Família. ISBN 978-8574656106 (São Paulo, Editora Quadrante, 2024, 3ª ed.)
- A porta da Humildade. ISBN 978-8556382504 (São Paulo, Editora Cultor de Livros, 2022, 1ª ed.)
- A Preguiça. ISBN 978-8574655239 (São Paulo, Editora Quadrante, 2023, 5ª ed.)
- As verdadeiras alegrias. ISBN 978-8574656304 (São Paulo, Editora Quadrante, 2024, 2ª ed.)
- Autenticidade & cia. ISBN 9788574655949 (São Paulo, Editora Quadrante, 2024, 3ª ed.)
- Autodomínio: Elogio da Temperança. ISBN 978-8574654966 (São Paulo, Editora Quadrante, 2023, 3ª ed.)
- A voz da consciência. ISBN 978-8574655802 (São Paulo, Editora Quadrante, 2023, 4ª ed.)
- Como resgatar os valores que esquecemos?. ISBN 978-8574656090 (São Paulo, Editora Cultor de Livros, 2024, 1ª ed.)
- O Homem bom. ISBN 978-8574655420 (São Paulo, Editora Quadrante, 2023, 3ª ed.)
- Otimismo Cristão, hoje. ISBN 978-8574656748 (São Paulo, Editora Quadrante, 2024, 3ª ed.)
- O valor das dificuldades. ISBN 978-8574655680  (São Paulo, Editora Quadrante, 2023, 2ª ed.)
- Tornar a vida amável. ISBN 978-8562219832 (São Paulo, Editora Cultor de Livros, 2015, 1ª ed.)

### Espiritualidade católica
- A despedida de Jesus - Meditações na intimidade do Cenáculo. ISBN 978-65-86580-17-4 (São Paulo, Editora Cultor de Livros, 2020, 1ª ed.)
- A Graça: Um tesouro desconhecido. ISBN 978-8574654713 (São Paulo, Editora Quadrante, 2023, 1ª ed.)
- A ressurreição e a esperança cristã. ISBN 978-8574656465 (São Paulo, Editora Quadrante, 2024, 3ª ed.)
- A sabedoria da Cruz. ISBN 978-8574655956 (São Paulo, Editora Quadrante, 2024, 4ª ed.)
- A tibieza e os dons do Espírito Santo. ISBN 978-8574655475  (São Paulo, Editora Quadrante, 2023, 4ª ed.)
- Caminho de Emaús. ISBN 978-8556382139 (São Paulo, Editora Cultor de Livros, 2021, 1ª ed.)
- Cristo, minha esperança. ISBN 978-8574655024 (São Paulo, Editora Quadrante, 2023, 2ª ed.)
- Dons do Espírito Santo - Dez Meditações. ISBN 978-8556380746 (São Paulo, Editora Cultor de Livros, 2017, 1ª ed.)
- Exemplos, imagens e símbolos - Pequena antologia. ISBN 978-8556381743 (São Paulo, Editora Cultor de Livros, 2019, 1ª ed.)
- Lágrimas de Cristo, lágrimas dos homens. ISBN 978-8574656076 (São Paulo, Editora Quadrante, 2024, 4ª ed.)

- Maria, a Mãe de Jesus. ISBN 978-8574655727 (São Paulo, Editora Quadrante, 2023, 3ª ed.)
- Natal, reunião dos sorrisos. ISBN 978-8574650456 (São Paulo, Editora Quadrante, 2001, 1ª ed.)
- O amor nos vê. ISBN 978-8574657240 (São Paulo, Editora Quadrante, 2024, 2ª ed.)
- O espelho dos Salmos. ISBN 978-8574656243 (São Paulo, Editora Quadrante, 2024, 2ª ed.)
- Para estar com Deus. ISBN 978-8562219146 (São Paulo, Editora Quadrante, 2012, 3ª ed.) 
  - [Traduzido ao espanhol com o título: Para estar com Deus. Consejos de vida cristiana. ISBN 978-84-321-4281-9 (Madrid, Ediciones Rialp, 2013, 1ª ed.)]

- Procurar, encontrar e amar a Cristo. ISBN 978-8556381286 (São Paulo, Editora Cultor de Livros, 2018, 1ª ed.)
- São José: Mestre do Belo Amor. ISBN 978-8556383488 (São Paulo, Editora Cultor de Livros, 2023, 1ª ed.)
- Teu Coração e Deus - Luzes e Sombras no Coração Humano. ISBN 978-8556383013 (São Paulo, Editora Cultor de Livros, 2022, 1ª ed.)
- Um Cântico à lei de Deus: Meditações sobre o salmo 119. ISBN 978-8574657301 (São Paulo, Editora Quadrante, 2024, 2ª ed.)

### Livros sobre São Josemaria Escrivá e o Opus Dei
- Como orar melhor: Inspirados em São Josemaria. ISBN 978-8556384553 (São Paulo, Editora Cultor de Livros, 2024, 1ª ed.)
- No Brasil e a partir do Brasil - Meditações sobre os dias com São Josemaria. ISBN 978-8556384096 (São Paulo, Editora Cultor de Livros, 2024, 1ª ed.)
- São Josemaria Escrivá no Brasil. ISBN 978-8574651163 (São Paulo, Editora Quadrante, 2017, 3ª ed.)
- São Josemaria Escrivá no Brasil: Esboços do perfil de um santo. ISBN 978-8574656175 (São Paulo, Editora Quadrante, 2024, 4ª ed. Edição comemorativa)
- O homem que sabia perdoar. ISBN 978-8554991746 (São Paulo, Editora Quadrante, 2022, 2ª ed.)
- O homem que sabia perdoar. ISBN 978-8564480001 (São Paulo, Editora Quadrante, 2011, 1ª ed. Edição especial)

### Novenas a santos e de devoção popular
- Novena de Natal. ISBN 978-65-86580-36-5 (São Paulo, Editora Cultor de Livros)
- Novena do Espírito Santo
- Novena da Família a São Josemaria Escrivá
- Novena do Trabalho a São Josemaria Escrivá
- Novena dos Enfermos a São Josemaria Escrivá
- Novena do Perdão a São Josemaria Escrivá
- Novena de Corpus Christi com São Josemaria Escrivá. ISBN 978-8556382610 (São Paulo, Editora Cultor de Livros)
- Novena à Imaculada Conceição com São Josemaria Escrivá
- Novena da Serenidade ao Beato Álvaro del Portillo
- Novena à Beata Guadalupe Ortiz de Landázuri
- Novena à Venerável Montse Grases